# آووکا بیچ، نیو ساوت ولز
آووکا بیچ (به انگلیسی: Avoca Beach) یک حومه شهر در استرالیا است که در نیو ساوت ولز واقع شده‌است.